# József Nyírő
József Nyíró (Székelyzsombor, 18 luglio 1889 – Madrid, 16 ottobre 1953) è stato uno scrittore ungherese.
Nativo della Transilvania, espresse nelle sue novelle la povertà conseguente alla prima guerra mondiale. A tale scopo sono rivolti Pali di sepoltura (1933) e il Libro dei nevai (1937).
Già autore del romanzo Il bisonte di Sibò (1929), scrisse nel 1935 l'autobiografia Il mio popolo. Dal 1941 fu parlamentare fascista; dopo la fine della guerra fu costretto all'esilio poiché accusato di crimini di guerra.
Dal 1915 al 1919 fu prete cattolico a Miluani.